# Origines de la crise anglophone au Cameroun
Les origines de la crise anglophone au Cameroun sont un ensemble complexe d'éléments historiques, sociaux et politiques qui ont conduit au conflit en cours entre l'armée camerounaise et des groupes armés séparatistes dans les deux régions anglophones du pays – le Nord-Ouest et le Sud-Ouest.  

## Les éléments historiques

### Premières colonisations et le Kamerun allemand (1858-1914)

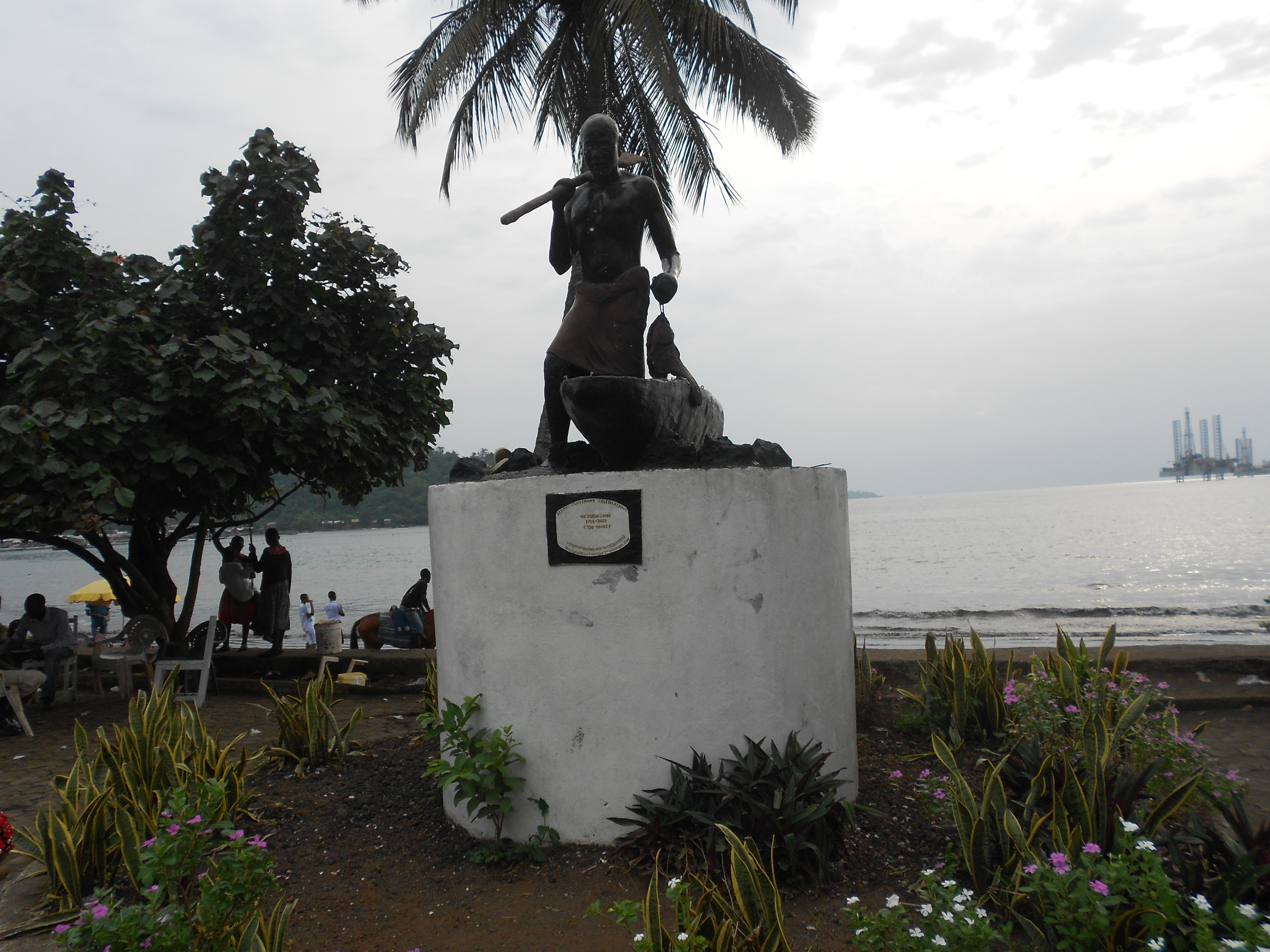
Monument érigé à l'occasion du anniversaire de l'établissement de Victoria dans la baie d'Ambas

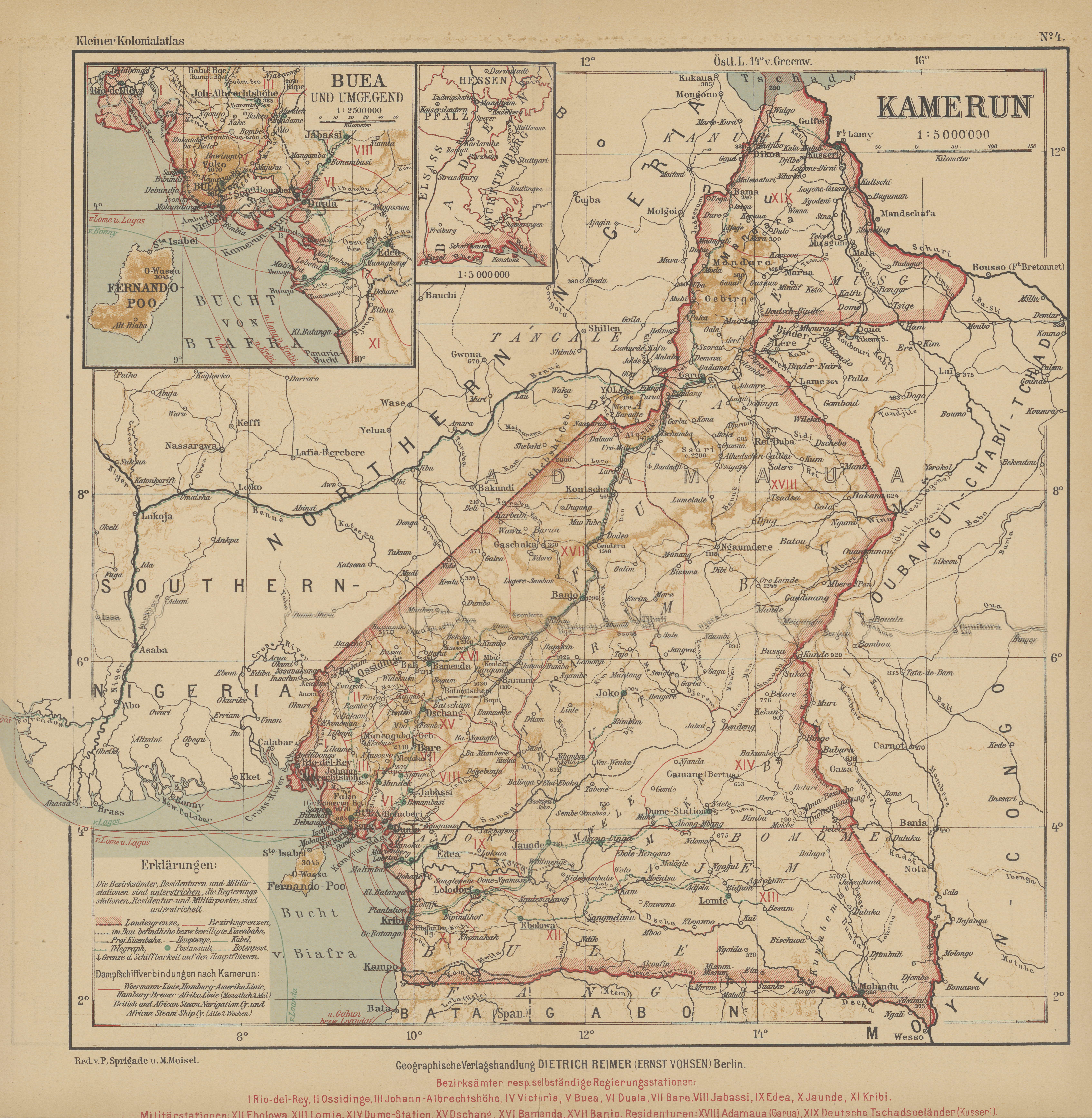
Le Kamerun allemand en 1910.

Des commerçants européens de plusieurs nations ont visité la baie d'Ambas, à commencer par les Portugais dans les années 1470. Le premier établissement européen permanent sur le continent dans la région a été fondé en 1858 par le missionnaire baptiste britannique Alfred Saker pour accueillir les esclaves libérés. Cette colonie a ensuite été baptisée Victoria (aujourd'hui Limbé) d'après la reine Victoria de l'époque. Jusque dans les années 1880, l'activité européenne était dominée par les sociétés commerciales et les missionnaires. Cependant, dans les années 1880, le partage de l'Afrique bat son plein, les puissances européennes s'empressant de prendre le contrôle diplomatique ou militaire de l'Afrique pour garantir leurs revendications coloniales. Les Allemands, qui avaient établi d'importants centres commerciaux au sud-est, dans le delta du fleuve Wouri (aujourd'hui Douala), et les Britanniques, qui avaient des intérêts importants à l'ouest, au Nigeria, se sont empressés de signer des accords avec les dirigeants locaux. L'explorateur allemand Gustav Nachtigal a signé des traités clés avec plusieurs rois importants. Le mécontentement suscité par ces accords conduit à la brève guerre de Douala en 1884, au cours de laquelle l'Allemagne aide ses alliés locaux à l'emporter, cimentant essentiellement sa position coloniale au Cameroun. En 1887, le Royaume-Uni avait abandonné ses revendications dans la région,.  
L'Allemagne a continué à consolider son contrôle sur la côte par le biais d'accords avec les dirigeants locaux, soutenus par des expéditions militaires. L'Allemagne a conquis Buéa en 1891 après plusieurs années de combats, y transférant la capitale coloniale de Douala en 1892. En 1914, les Allemands avaient établi leur contrôle, soit directement, soit par l'intermédiaire de chefs locaux, jusque dans l'arrière-pays du territoire aujourd'hui revendiqué par l'Ambazonie, conquérant des communautés telles que Nkambé et établissant une garnison à Bamenda en 1912. Cependant, de nombreuses villes et villages de l'arrière-pays n'avaient pas d'administration allemande et n'ont peut-être vu des soldats allemands qu'une poignée de fois. L'administration allemande se concentre sur l'établissement de plantations pour les cultures commerciales et sur l'amélioration des infrastructures de transport et de communication afin d'acheminer rapidement les produits et les ressources naturelles vers les ports et, de là, vers l'Europe. Le terrain accidenté de la ligne du Cameroun et l'absence de rivières navigables dans une grande partie de l'intérieur de la région revendiquée par l'Ambazonie ont limité l'activité coloniale en dehors des régions côtières.

### Période coloniale britannique (1914-1961)

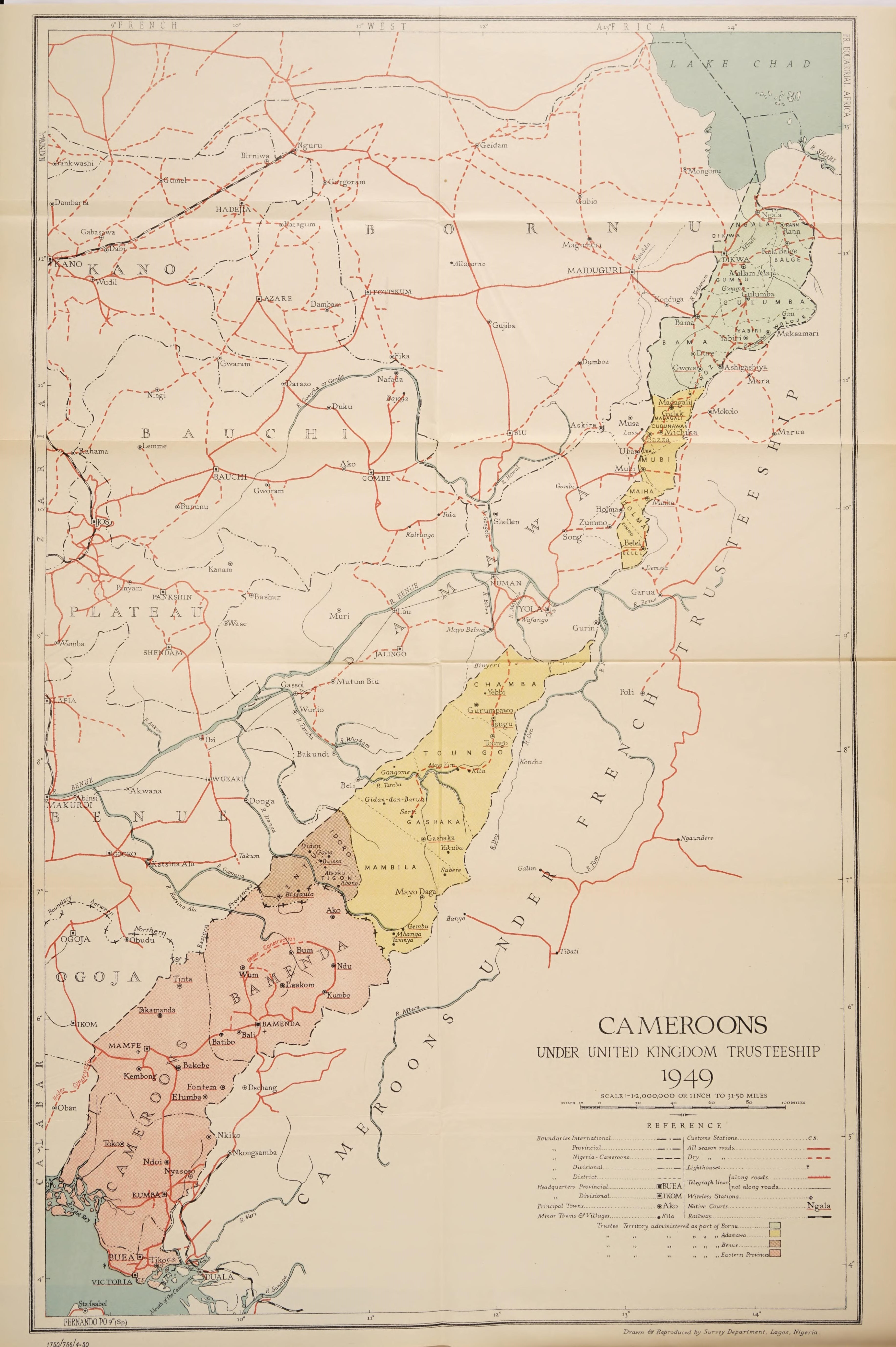
Cameroun britannique en 1949.

En 1914, au début de la Première Guerre mondiale, les forces britanniques du Nigeria britannique et les forces françaises de l'Afrique équatoriale française attaquent le Kamerun allemand. La supériorité navale des Alliés permet la prise rapide de la côte camerounaise, coupant les Allemands de tout renfort ou réapprovisionnement. Au début de 1916, les derniers Allemands se rendent ou se retirent du Cameroun vers la Guinée espagnole neutre. En 1919, l'Allemagne signe le traité de Versailles, cédant officiellement ses colonies aux Alliés. Quelques semaines plus tard, la Grande-Bretagne et la France publient une déclaration connue sous le nom de Déclaration Simon-Milner, délimitant les frontières entre le Cameroun britannique et le Cameroun français. Cette frontière est reconnue internationalement en 1922 et la Grande-Bretagne et la France se voient confier le contrôle de leurs régions respectives en tant que territoires sous mandat de la Société des Nations.  
L'Ordonnance sur l'administration du Cameroun britannique de 1924 a divisé le territoire en deux parties : le Cameroun septentrional (administré comme une partie du Nigeria septentrional) et le Cameroun méridional (administré comme une partie du Nigeria oriental). Lorsque le système de mandat de la Société des Nations a été transformé en système de tutelle des Nations unies en 1946, cet arrangement a été à nouveau prévu dans le décret du 2 août 1946 prévoyant l'administration de la colonie et protectorat du Nigeria et du Cameroun sous mandat britannique. En 1953, les représentants du Cameroun méridional à l'Assemblée législative du Nigeria oriental ont demandé un gouvernement régional distinct pour le Cameroun méridional, avec un siège à Buéa. En vertu de la Constitution Lyttleton en 1954, le Cameroun méridional a obtenu une autonomie limitée en tant que quasi-région au sein de la Fédération nigériane. Emmanuel Mbela Lifafe Endeley est devenu le leader de la quasi-région du Cameroun méridional, son titre officiel étant Chef de file de l'activité gouvernementale.
En 1957, les résolutions des Nations unies 1064 (XI) du 26 février 1957 et 1207 (XII) du 13 décembre 1957 ont demandé aux autorités administrantes de hâter les arrangements pour que les territoires sous tutelle atteignent l'autonomie ou l'indépendance. En 1958, le Cameroun méridional a obtenu le statut de région autonome à part entière de la Fédération du Nigeria et le titre officiel d'Emmanuel Mbela Lifafe Endeley est devenu Premier ministre. Malgré les appels des dirigeants du Cameroun méridional en faveur d'une indépendance totale en tant que nation séparée, les résolutions 1350 (XIII) du 13 mars 1959 et 1352 (XIV) du 16 octobre 1959 des Nations unies ont demandé des plébiscites au Cameroun méridional et au Cameroun septentrional avec deux alternatives pour mettre fin à la tutelle : rejoindre le Nigeria ou rejoindre le Cameroun.

### Référendum et rattachement du Cameroun méridional à la République du Cameroun (1961)
Malgré les appels des dirigeants du Cameroun méridional en faveur d'une indépendance totale, les résolutions 1350 (XIII) du 13 mars 1959 et 1352 (XIV) du 16 octobre 1959 des Nations unies demandaient à la Grande-Bretagne, l'autorité administrante, d'organiser des plébiscites séparés au Cameroun méridional et au Cameroun septentrional sous la supervision des Nations unies, sur la base des deux « alternatives » suivantes : l'indépendance en rejoignant le Nigeria ou en rejoignant le Cameroun. Deux rapports d'économistes anglais, le rapport Phillipson en 1959 et le rapport Berrill en 1960, ont tous deux conclu que le Cameroun méridional ne serait pas en mesure de se suffire à lui-même en tant qu'État indépendant. Les Nations unies entament des discussions avec la République du Cameroun (ex-Cameroun français) sur les termes du rattachement du Cameroun méridional si le résultat du plébiscite est en faveur d'une fédération des deux territoires. Alors que de nombreux citoyens du Cameroun méridional n'apprécient pas l'absence d'une option d'indépendance, la déception à l'égard de l'administration nigériane, qui a alimenté la demande d'une plus grande autonomie, et l'espoir d'une fédération plus égale avec le Cameroun, conduisent à une majorité en faveur du rattachement au Cameroun.
Le 21 avril 1961, la résolution 1608 (XV) de l'ONU a fixé au 1er octobre 1961, la date de rattachement du Cameroun méridional à la République du Cameroun. En juillet 1961, les délégations du Cameroun méridional et de la République du Cameroun se sont rencontrées à Foumban. La délégation du Cameroun méridional n'a pas beaucoup de poids, car les intérêts des Nations unies et des puissances coloniales sont d'accélérer l'unification plutôt que de garantir l'autonomie du Cameroun méridional. Le résultat est une constitution qui prévoit une structure fédérale avec deux États constituants: le Cameroun oriental (ancien Cameroun français) et le Cameroun occidental (ancien Cameroun méridional), mais qui donne le pouvoir sur la plupart des questions essentielles au gouvernement national prédominament francophone. Une concession essentielle a été d'exiger que les lois s'appliquant aux deux États ne puissent être adoptées par l'assemblée fédérale que si une majorité de députés des deux États fédérés votent en leur faveur.

## Les éléments sociaux et politiques

### République fédérale du Cameroun et Constitution de 1972 (1961-1972)
En 1961, le gouvernement camerounais, avec l'aide continue de la France, mène une guerre civile contre les restes de combattants indépendantistes toujours mécontents de l'influence française au Cameroun ou espérant renverser le gouvernement pro-occidental et mettre en œuvre un programme marxiste. Le président Ahmadou Ahidjo profite de la poursuite de la guerre et du flou de nombreuses dispositions de la Constitution pour consolider son pouvoir. En 1962, il arrête et emprisonne un certain nombre d'opposants politiques de premier plan, accusés de subversion et de critique de l'État. En 1966, il réussit à interdire les partis politiques d'opposition et à instaurer un État à parti unique. À cette époque, les dirigeants du Cameroun occidental critiquent les efforts visant à réduire leur autonomie par l'affirmation de l'autorité fédérale par les administrateurs francophones du Cameroun occidental. Les anglophones n'apprécient pas non plus l'introduction d'écoles bilingues au Cameroun occidental comme une tentative d'assimilation culturelle de ces derniers.
Après avoir obtenu un contrôle presque total sur le Cameroun oriental, au printemps 1972, le président Ahmadou Ahidjo a pris pour cible les pouvoirs autonomes du Cameroun occidental. Rejetant la responsabilité du sous-développement du Cameroun et des politiques publiques mal appliquées sur la structure fédérale et arguant que la gestion de gouvernements séparés dans un pays pauvre était trop coûteuse, il annonça un référendum sur une nouvelle constitution, qui supprimait la structure fédérale en faveur d'un État unitaire et accordait davantage de pouvoirs au président. Le référendum a eu lieu le 20 mai 1972 et, dans l'État à parti unique, le résultat n'a jamais fait de doute. Les résultats officiels font état d'un taux de participation de 98,2% et de 99,99% de votes en faveur de la nouvelle constitution. Les séparatistes ont affirmé que le référendum n'était pas libre et équitable. Ils ont également affirmé que la nouvelle constitution était juridiquement invalide puisque les changements apportés à la Constitution de 1961 nécessitaient l'approbation de la majorité des membres de l'Assemblée fédérale (législature) et de chacun des deux États constitutifs, et que la nouvelle constitution n'a jamais été approuvée par la majorité des législateurs du Cameroun occidental. Le Cameroun occidental a été divisé en deux régions administratives, qui subsistent aujourd'hui : les régions du « Nord-Ouest » et du « Sud-Ouest ».

### État unitaire et mécontentement croissant de la minorité anglophone (1972-2015)
En 1975, le gouvernement a supprimé l'une des deux étoiles du drapeau, autre symbole de la fédération entre les deux États fédérés, créant un nouveau drapeau avec une seule étoile. Le 6 novembre 1982, Ahmadou Ahidjo a démissionné et a cédé le pouvoir à Paul Biya qui a poursuivi les politiques d'Ahmadou Ahidjo et, après une querelle avec ce dernier et une tentative de coup d'État par les partisans d'Ahmadou Ahidjo, a consolidé le pouvoir en lui-même. En février 1984, Paul Biya change le nom officiel du pays de la République unie du Cameroun; le nom adopté après l'unification avec le Cameroun méridional en République du Cameroun. Paul Biya déclare avoir pris cette mesure pour affirmer la maturité politique du Cameroun et démontrer que le peuple a surmonté ses barrières linguistiques et culturelles, mais de nombreux résidents de l'ancien Cameroun méridional y voient une nouvelle étape pour effacer leur culture et leur histoire distinctes.
À partir du milieu des années 1980, la rupture entre les élites de l'ancien Cameroun méridional et le gouvernement central majoritairement francophone est devenue de plus en plus évidente. L'exclusion politique, l'exploitation économique et l'assimilation culturelle sont critiquées de plus en plus ouvertement. Au début de l'année 1985, l'avocat anglophone et président de l'Association du Barreau camerounais, Fongum Gorji Dinka, fait circuler un certain nombre d'essais et de pamphlets affirmant que le gouvernement Paul Biya est inconstitutionnel et appelant à une République indépendante d'Ambazonie. Fongum Gorji Dinka devient le premier chef du Conseil de restauration de l'Ambazonie. En mai 1985, il a été arrêté, emprisonné, puis assigné à résidence pendant trois ans avant de s'enfuir d'abord au Nigeria, puis au Royaume-Uni.
En 1990, les partis politiques d'opposition ont été légalisés et John Ngu Foncha, le principal anglophone du gouvernement camerounais, a démissionné du parti au pouvoir et a résumé une grande partie du mécontentement concernant l'attitude du gouvernement central envers les régions anglophones dans sa lettre de démission publique :

« Il m'est apparu clairement que j'étais devenu une nuisance sans intérêt qu'il fallait ignorer et ridiculiser. Je ne devais plus servir que de vitrine et ne plus être écouté. La plupart du temps, je suis convoqué à des réunions par radio sans que l'on me consulte sur l'ordre du jour. Tous les projets de l'ancien Cameroun occidental que j'avais initiés ou qui me tenaient à cœur ont dû être repris, mal gérés et ruinés, par exemple la Cameroon Bank, l'Office de commercialisation du Cameroun occidental, l'AMA à Wum, le Mouvement coopératif du Cameroun occidental. Alors que j'ai passé toute ma vie à me battre pour le développement d'un port en eau profonde à Limbé (Victoria), ce projet a dû être mis en veilleuse et, à la place, un pipeline coûteux doit être construit de SONARA à Limbe à Douala afin d'acheminer le pétrole vers Douala. Toutes les routes du Cameroun occidental que mon gouvernement avait construites, améliorées ou entretenues ont été laissées se détériorer, rendant Kumba-Mamfé, Mamfé-Bamenda, Bamenda-Wum-Nkambé, Bamenda-Mom inaccessibles par la route. Des projets ont été mis en attente même après que le pétrole ait produit suffisamment d'argent pour les construire ainsi que le port maritime de Limbé. Tous les progrès en matière d'emploi, de nominations, etc. destinés à promouvoir une représentation régionale adéquate dans le gouvernement et ses services ont été révisés ou modifiés aux dépens de ceux qui défendaient la VÉRITÉ et la justice. Ils sont identifiés comme des "Foncha-man" et mis de côté. Les Sud-Camerounais que j'ai fait entrer dans l'Union ont été ridiculisés et appelés "les Biafrais", "les ennemis dans la maison", "les traîtres", etc., et les dispositions constitutionnelles qui protégeaient cette minorité camerounaise du Sud ont été supprimées, leurs voix étouffées tandis que la loi du fusil a remplacé le dialogue auquel les Sud-Camerounais sont très attachés. ... »

— John Ngu Foncha, Lettre de démission du parti RDPC (1990)
En 1993, la All Anglophone Conference s'est tenue à Buéa, réunissant tous les citoyens de l'ancien Cameroun méridional qui ont appelé à la restauration du système fédéral. Lors d'une seconde All Anglophone Conference tenue à Bamenda, l'appel au gouvernement camerounais pour qu'il accepte un retour à la fédération à deux états a été réitéré, certaines voix appelant explicitement à la sécession. En 1995, malgré l'objection de certains Camerounais anglophones, le Cameroun a été admis au sein du Commonwealth, reconnaissant ainsi l'histoire de l'ancien Cameroun méridional en tant que colonie britannique. Au cours de cette période, diverses factions indépendantistes et fédéralistes se sont regroupées pour former le Conseil national du Cameroun méridional (SCNC), un groupe de pression qui a pris des initiatives auprès des Nations unies, de la Cour africaine des droits de l'homme et des peuples, du Commonwealth et des ambassades nationales pour attirer l'attention sur la région et les problèmes posés par les anglophones au Cameroun. En 2005, le Cameroun méridional/République d'Ambazonie est devenu membre de l'Organisation des nations et des peuples non représentés (UNPO) ; il a été renouvelé en 2018,. En raison du harcèlement et des arrestations par le gouvernement, de nombreux dirigeants du SCNC et d'autres organisations ont fui le pays. 1999 et 2009 ont vu des déclarations symboliques d'indépendance de la part des séparatistes, qui ont conduit à des arrestations mais à peu d'actions concrètes.
La pression croissante pour l'autonomie ou l'indépendance a réduit la confiance et l'engagement entre le gouvernement et la minorité anglophone, avec pour résultat qu'en 2017 il n'y avait qu'un seul anglophone parmi les 36 ministres avec portefeuille dans le gouvernement camerounais.

### Manifestations et conflit armé au Cameroun

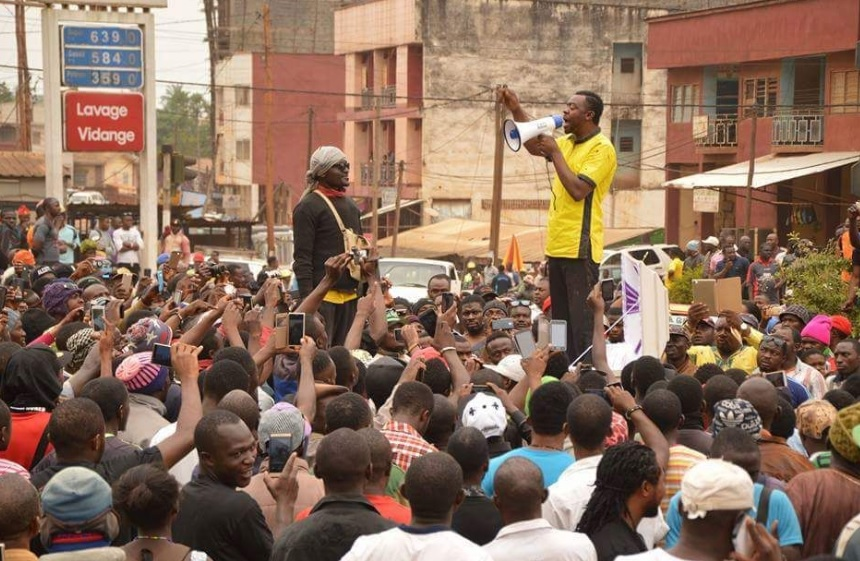
Mancho Bibixy (en jaune), en 2017 à Bamenda haranguant la foule durant les manifestations.

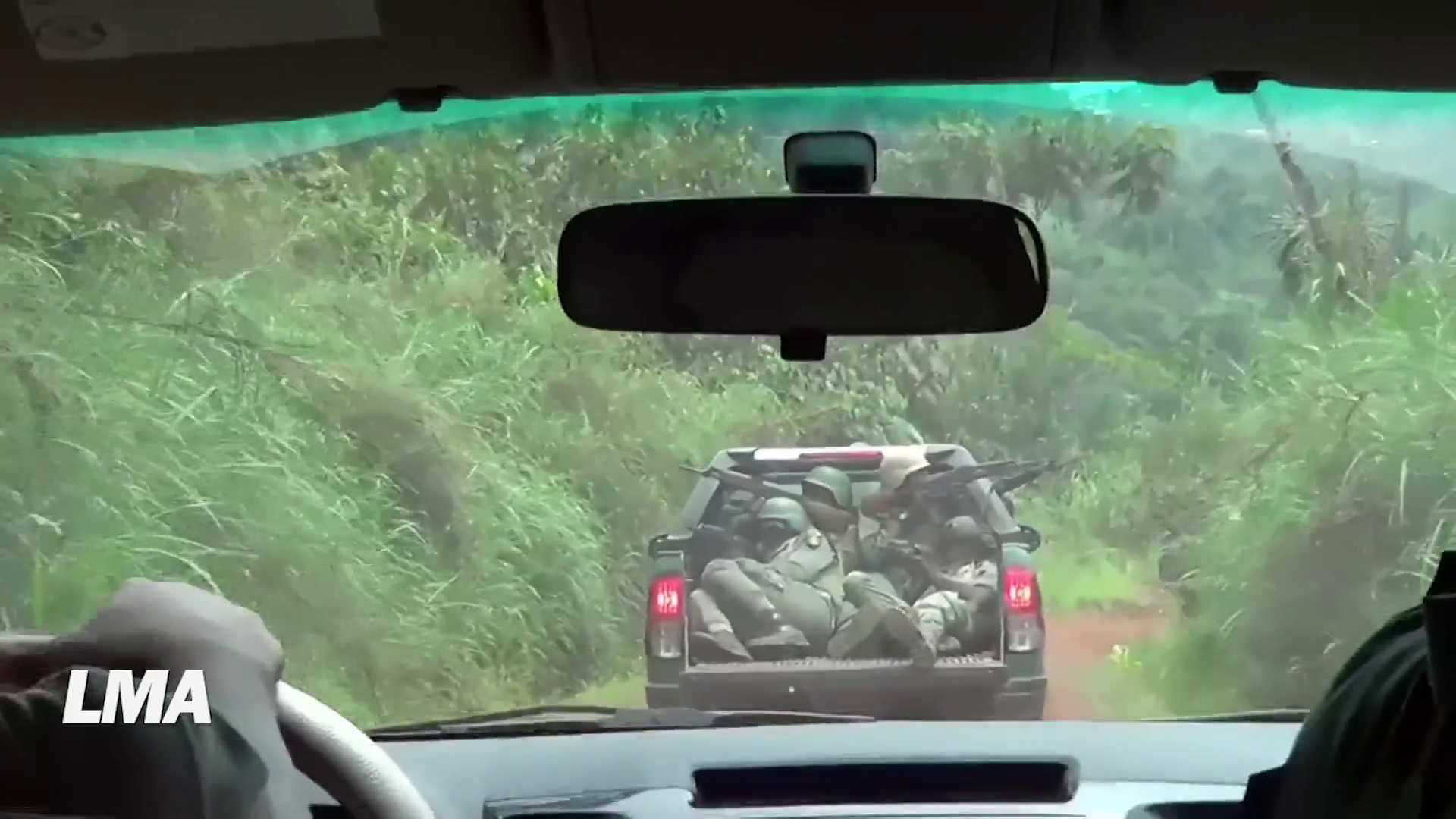
Des soldats camerounais lors d'une escarmouche avec des combattants séparatistes.

En novembre 2016, un certain nombre de grandes manifestations et grèves ont été organisées, initialement par des avocats, des étudiants et des enseignants anglophones, axées sur la marginalisation croissante de l'anglais et des institutions anglophones dans le droit et l'éducation. Plusieurs manifestations ont été violemment dispersées par les forces de sécurité, ce qui a conduit à des affrontements entre les manifestants et la police au cours desquels plusieurs personnes ont été tuées. La violence des deux parties a compromis les négociations au début de 2017, qui ont échoué sans accord. La violence a entraîné d'autres manifestations, des grèves générales (appelées « lockdowns ») et de nouvelles mesures de répression de la part du gouvernement au début de 2017, notamment l'interdiction des organisations de la société civile, la coupure d'Internet de janvier à avril et des arrestations de manifestants. Bien que le gouvernement ait créé une commission chargée de se concentrer sur les griefs des anglophones et ait pris des mesures pour résoudre les problèmes d'équité linguistique dans les tribunaux et les écoles, la méfiance persistante et les réponses sévères aux protestations ont empêché une désescalade significative.  
Fin 2017, alors que les efforts de dialogue étaient moribonds et que la violence se poursuivait des deux côtés, les principaux mouvements séparatistes ont organisé l'organisation faîtière Front uni du consortium Ambazonie-Cameroun méridional (SCACUF). Le SCACUF a déclaré unilatéralement l'indépendance des deux régions anglophones du Cameroun en tant que République fédérale d'Ambazonie le 1er octobre, date de la levée de la tutelle britannique sur le Cameroun méridional. Le SCACUF a cherché à se transformer en un gouvernement intérimaire avec son leader, Sisiku Julius Ayuk Tabe, comme président intérimaire. 17 personnes au moins ont été tuées lors des manifestations qui ont suivi la déclaration d'indépendance, tandis que quatorze soldats camerounais ont été tués dans des attaques revendiquées par les Forces de défense de l'Ambazonie (FDA). Le gouvernement camerounais a déclaré que la déclaration n'avait aucun poids juridique et le 30 novembre 2017, le président du Cameroun a signalé une ligne plus dure sur les attaques séparatistes contre la police et les soldats. Un déploiement militaire massif accompagné de couvre-feux et d'évacuations forcées de villages entiers. Cela a temporairement mis fin aux espoirs de poursuivre le dialogue et a donné le coup d'envoi à une véritable guérilla dans l'ancien Cameroun méridional. Plusieurs factions armées différentes sont apparues, telles que le Red Dragon, les Tigers, l'ARA, Seven Karta, l'ABL, avec des niveaux variables de coordination et de loyauté envers les leaders séparatistes. Dans la pratique, les milices séparatistes opèrent de manière largement autonome par rapport aux leaders, qui sont pour la plupart en exil.

## Débat sur les causes profondes
Le chercheur Rogers Orock affirme que la cause immédiate de la crise anglophone au Cameroun est la répression violente par le gouvernement camerounais lors des manifestations pacifiques camerounaises de 2016-2017. Ce point de vue est partagé par Felix Agbor Balla, avocat des droits de l'homme et membre du Consortium de la société civile anglophone du Cameroun (CACSC), organisation interdite. Felix Agbor Balla soutient que les manifestations étaient initialement pacifiques et qu'elles visaient uniquement à « attirer l'attention de la communauté internationale sur ce que nous vivions en tant que peuple ». 
Par ailleurs, l'origine des manifestations provient de la marginalisation croissante des anglophones au Cameroun. Bien que le Cameroun soit officiellement bilingue, l'administration et la vie publique camerounaises ont traditionnellement favorisé les francophones, ce qui a donné l'impression aux anglophones d'être réduits à une « citoyenneté de seconde classe » et d'exister dans une « colonialité ». En outre, la défenseuse des droits de l'homme Kah Walla met en avant que l'examen d'entrée à l'École nationale d'administration et de magistrature du Cameroun (ENAM) est uniquement en français jusqu'en 2017. La plupart des candidats anglophones ont été écartés. 
La croyance de la population anglophone en la marginalisation s'est développée au cours de plusieurs décennies, provoquant des protestations et une opposition sporadiques qui ont été réprimées par les gouvernements d'Ahmadou Ahidjo et de Paul Biya. Cela n'a fait que renforcer leur ressentiment car de nombreux anglophones considéraient l'administration camerounaise comme autoritaire et corrompue. Ces points de vue se sont exprimés dans des expressions particulières, utilisées par les séparatistes. Par exemple, les séparatistes utilisent les termes péjoratifs de « république bananière » ou de « Cameroun colonial » pour décrire la partie francophone du Cameroun. L'expression « république bananière » est utilisée pour critiquer les institutions camerounaises tandis que l'expression « Cameroun colonial » est utilisée pour critiquer la domination francophone.
Au début de la guerre civile, les activistes anglophones modérés perdent de leur influence, ce qui favorise la radicalisation des séparatistes,. Un activiste, Felix Agbor Balla, met en évidence que la décision du gouvernement camerounais d'interdire les groupes civils anglophones locaux, d'arrêter les activistes et de couper Internet, dans les régions touchées en 2017, a permis aux exilés radicaux de prendre de l'importance. Ces derniers ont alors pris le contrôle du mouvement d'opposition et diffusé de la propagande séparatiste depuis l'étranger. Cette propagande est parfois devenue la « seule information à laquelle les gens avaient accès » dans les zones anglophones.

### Articles
- Florence Richard, Cameroun anglophone : aux origines de la crise, France 24, 4 octobre 2017.
- Michel Lachkar, Cameroun: découpage colonial et clientélisme à l'origine de la crise anglophone, France Info, 5 octobre 2018.

### Podcasts
- « La crise anglophone au Cameroun: les origines », sur RFI, 20 avril 2018 (consulté le 25 mars 2023)